# Kazuma Irifune
Kazuma Irifune (født 15. november 1986) er en tidligere japansk fodboldspiller.
Han har spillet for flere forskellige klubber i sin karriere, herunder Sanfrecce Hiroshima og Tokushima Vortis.